# 千家驹

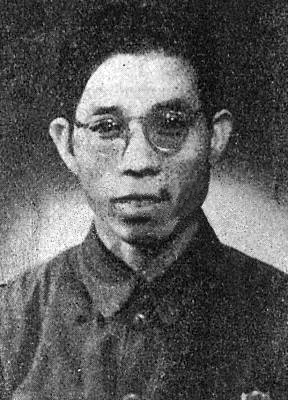
中国人民救国会代表千家驹。1949年9月，北京，中国人民政治协商会议第一届全体会议期间。

千家驹（1909年10月11日—2002年9月3日），男，浙江武义人，中国经济学家、民主人士、社会活动家，中国科学院院士。他是中国民主同盟、中国民主建国会、中华全国工商业联合会成员，曾任中国民主同盟中央委员会副主席，后因六四天安門事件后逃离中国大陸而被撤职。

## 生平

### 学生领袖
1909年农历八月二十八日（1909年10月11日），千家驹生于浙江省武义县。在武义壶山小学堂高小学习时，曾任学生会主席。1921年，千家驹考入位于金华的浙江省立第七中学（今金华一中前身），学习了一年，其间结识了汤恩伯、吴晗。一年后，转入金华的浙江省立第七中学师范部。1925年，五卅惨案爆发后，上海大学代表曾来该校发表演讲，千家驹被打动。1925年，经义乌籍同学季达才介绍，千家驹和中共杭州地下党组织取得联络，通过信函联络，经中共领导人宣中华与潘枫涂介绍，千家驹加入中国国民党，并随即又加入中国共产党，成为金华地区第一位中国共产党党员及第一位改组后的中国国民党的党员，参与创立了中共金华党组织并任负责人等职务。他还曾任金华学联副主席。1925年寒假，千家驹回到家乡武义，参与创建中共武义党组织。1926年，17岁的千家驹考入北京大学预科，并随即融入了北京大学的中国国民党及中国共产党组织。在北京大学期间，千家驹曾任北京大学共青团支部书记，后又兼任共青团东城区委员。四一二事件后，1927年暑假，千家驹回武义探亲，遭到土豪指其为武义中国共产党的总后台，但土豪们拿不出证据。千家驹在武义还营救了在清党中再度被捕并接受审判的同学、中共党员邵李清，使其获得无罪释放。
1928年3月的一天晚上，千家驹赴北京大学骑河楼孙晓村的住处，参加了中共地下党组织的会议，返回时被张作霖政府逮捕，起初关押在西城区第四侦缉队，十余天后被移送京师警察厅看守所。千家驹的被捕是由于北京共青团市委组织遭破坏，大多数共青团市委委员已被逮捕，其中一位委员孔宪钦供出了区委委员名单，其中包括千家驹。此次同案被捕者共23人，千家驹在排序名单上列第15位。不久，前13位被判处死刑并执行枪决。千家驹未被处决，而是押入海运仓陆军监狱，戴上脚镣，但并未受刑。在狱中，千家驹结识了中共地下党员李紫翔等人。1928年南京国民政府二次北伐成功后，北京改名北平，关在陆军监狱的中国国民党员立即获得无条件释放，中国共产党党员及中国共产党嫌犯，也通过各种方式被保释出狱。千家驹获北京大学文科学长江瀚保释，获得释放。
获释后的千家驹打算不再参加政治运动，专心钻研马克思主义经济学，遂脱离了中国国民党及中国共产党。但1931年九一八事变爆发，随后千家驹任“北京大学全体同学南下示威团”（简称“北大南下示威团”）宣传委员。在驶向南京的火车上，千家驹起草了《北大学生南下示威宣言》，谴责南京国民政府对日本的不抵抗主义。到达南京后，南京卫戍司令部扣留了《北大学生南下示威宣言》，1931年12月5日清早，千家驹赴南京卫戍司令部要求立即发还被扣留的宣言书。接见千家驹的一位副官答应向上级请示，但久未归来。离当天预定的出发示威时间越来越近，千家驹不能再等待，便写下一张留言条：“北大同学爱国示威，光明正大。贵部扣留我校示威宣言，实毫无理由，要求立即发还，并且希望你们不要摆官僚臭架子。”随后，千家驹赶回国立中央大学，与团长一同率队出发。示威团高举“北京大学反对政府出卖东三省”的横幅，高呼口号，在大街上游行。在行近成贤街时，遭到大批军警阻拦，便衣特务开始逮捕行动，一名便衣指着千家驹称：“就是他，我们在司令部正要扣留这家伙，被他跑掉了！”
军警本来只想逮捕示威团的几名负责人，但北京大学的示威学生见岳增瑜团长及千家驹被捕，遂纷纷跳上警车，要同二人一起走。于是，185名示威团成员被送往孝陵卫军营监禁。被捕的北京大学学生一致决定进行绝食抗议。当天晚间，南京国民政府见北京大学学生仍未进食，便派出1000余名军警，以二、三人对付一个学生，将被捕的学生全部五花大绑，押送至下关车站，推入一列专门的火车上。学生们怕警方将千家驹扣留在南京，所以当千家驹与南京当局交涉及被军警押送时，许多同学自发聚在千家驹四周，形成一个护卫圈。此后，学生们被用该火车押送回北平。押送专列途经徐州、济南时，虽在深夜，仍有许多学生及群众在车站迎送，表示慰问及声援。
北京大学学生此次南下示威是自发的，并非北京大学学生会组织。学生南下示威时，由中国国民党操纵的北京大学学生会的几名中国国民党党员，即以北京大学学生会的名义致电南京国民政府教育部，否认南下示威是代表北京大学学生的行动。教育部让中央通讯社立即发布消息，并将该电报在《中央日报》等南京各报的显要位置刊登。南下示威的北京大学学生返回北平后，随即召开北京大学全体学生大会，当场宣布推翻旧的北京大学学生会，同时成立“北京大学非常学生会”，推举千家驹任非常学生会主席。
在千家驹的领导下，北京大学非常学生会十分活跃。一·二八事变发生后，北京大学学生举行罢课，声援十九路军，要求南京国民政府全面抗战。千家驹组织北京大学非常学生会纠察队，维持罢课秩序。非常学生会组织了纪念五四运动13周年大会，编辑出版了一本《北大学生南下示威专刊》以报道南下示威活动的详情。非常学生会还创办了一份八开的《北大新闻》周刊，千家驹兼任主编，专门报道北京大学学生的抗日救国活动及学生动态，每期还组织评论时事形势。
1932年上半年，非常学生会主席千家驹是在学生运动的高潮中度过的。1932年春，国际联盟派出以英国李顿爵士为首的“国联调查团”赴中国调查，南京国民政府奉迎接待十分殷勤。北京大学非常学生会则认为，抵抗日本帝国主义侵略，收复中国的失地，应靠自己的力量武装抵抗，而不应将希望寄托于同帝国主义同声气的国际联盟，期望国际联盟解决东三省问题是不可能实现的幻想。所以，当国联调查团途经北平时，千家驹组织北京大学非常学生会的骨干，撰写了一份《北大非常学生会反对国联调查团宣言》，并且译为英文，广泛印发。在当时对国联调查团的一片欢迎中，北大非常学生会敢于坚决反对，是当时难得的声音。

### 学术、抗日、民主

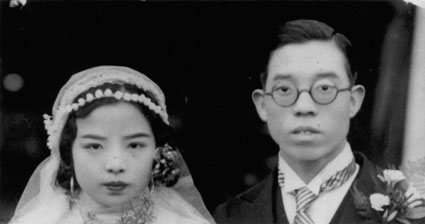
1936年，千家驹、杨梨音结婚照

由于积极参加学生运动，故千家驹其间几乎没上过课，但靠原有的基础及刻苦努力，他在1932年夏依然通过了考试，自北京大学经济系毕业。千家驹曾在所写的一篇“抵制日货”的文章中强调要发展民族工业，该文被北京大学文学院院长胡适看到。千家驹的好友吴晗介绍千家驹去看胡适，胡适随即介绍千家驹赴陶孟和主持的社会调查所工作。后来，胡适为了驳斥“毕业即失业”的论调，还曾在天津《大公报》 发表“星期论文”称：只要有本领，毕业决不会失业，并且以千家驹和吴晗为例，说北京大学有学生尚未毕业便被研究机关要去。后来千家驹经胡适介绍，与吴半农参加了《资本论》第二卷的翻译工作。千家驹还应胡适的邀请，为胡适主编的《独立评论》写文章。
1932年千家驹出任北平社会调查所职员（研究生）之后，1933年初，千家驹加入中国民权保障同盟。1934年，升任北平社会调查所助理研究员。1935年，兼任北京大学经济系讲师。1936年，出任中央研究院社会研究所副研究员，参加发起南京各界救国联合会，并与上海各界救国会的沈钧儒、史良、章乃器等人取得联系，还在南京应邀为国民政府军事委员会副委员长冯玉祥将军授课，讲 “中国的财政问题”。
1936年11月，千家驹应邀到上海，参加全国各界救国联合会，担任全国各界救国联合会理事，适逢“七君子之狱”发生，千家驹乃赴青岛的朋友处暂避。1936年，千家驹还成为中国农村经济研究会骨干成员，并先后编辑《社会科学杂志》、《益世报》副刊《农村周刊》、《社会科学杂志》等报刊。
抗日战争期间，千家驹参加了许多抗日救亡活动及民主活动。1937年1月，千家驹参出任广西大学教授。芦沟桥事变爆发，桂系李宗仁、白崇禧与蒋介石合作抗战，但仍然成立了广西建设研究会，以维护广西的地方利益，千家驹兼任广西建设研究会经济研究部副主任，并在此期间与中共的周恩来有过一次交谈。
后来，广西大学改为国立，称“国立广西大学”，由马君武任校长。马君武在一次广西省扩大会议上公开指称：“千家驹是共产党员”。后经广西省省长黄旭初排解，才平息了这场风波。 1941年，千家驹在太平洋战争爆发前流亡香港，以卖文为生。日军占领香港后，千家驹遇险，幸获中共地下组织营救，方得脱险，经广州湾回到广西桂林。不过直至此时，千家驹也并未加入中国共产党。
1942年后，千家驹先后流亡桂林、昭平、黄姚，获聘为刚刚建成的黄姚中学校长。他先后参与主编救国会的《国民公论》月刊、主编农村经济研究会《中国农村》月刊、参编《广西日报》（昭平版）、《大众生活》杂志等。
1945年，千家驹经梁漱溟介绍，加入中国民主同盟（简称“民盟”），任民盟东南总支部筹备委员会委员。抗日战争胜利后，千家驹赴香港，曾任民盟南方总支部委员，后来出任民盟南方总支部秘书长。1946年，创刊并主编《经济通讯》周刊，获聘为香港达德学院教授。1947年以前，千家驹曾经加入中国学术工作者协会。1948年6月，千家驹等人发起“香港各侨团反对美国扶植日本工业复兴大会”，曾主编香港《文汇报》的“经济”副刊，还经常为《大公报》社评等撰稿。1948年12月，经中共安排，千家驹、李章达、陈邵先等八人自香港乘坐轮船北上，在烟台登陆之后，经湾南、石家庄到达中共中央所在地河北省平山县西柏坡村。抵达次日的晚间，千家驹等人在朱德和周恩来的陪同下，去见了毛泽东，并进行了交谈。
1949年初，千家驹应邀赴北平，参与筹备并出席了中国人民政治协商会议第一届全体会议。

### 建设社会主义
中华人民共和国成立后，千家驹任中国人民银行总行顾问，清华大学、交通大学教授，政务院财政经济委员会委员，中央私营企业局副局长（后来改为中央工商行政管理局副局长）。1955年，千家驹任中国科学院哲学社会科学部学部委员。1956年，兼任中央社会主义学院副院长。千家驹还曾任民盟中央宣传部副部长，民盟中央《争鸣》月刊总编辑，民盟中央委员会副秘书长；中国人民救国会纪念委员会成员，华侨投资辅导委员会主任委员等职务。千家驹先后出访过朝鲜、苏联。千家驹主张“建立科学管理体制”，“批判地借鉴资本主义国家社会科学”，“开放农村集市贸易以活跃经济”等。

### 从反右到文革
1957年反右运动中，千家驹遭到批判，又曾一度批判章伯钧、罗隆基。千家驹没有被打成右派，但被要求反复为自己的“右派”言论作检查。文化大革命爆发后，千家驹遭民盟盟员斗争，被抄家、抽打、罚跪，受到酷刑，这是他毕生从未有过的经历。千家驹得出的结论是：这就是追随共产党一辈子、拥护共产党、拥护毛主席应有的报应。于是，1966年8月27日，千家驹赴北京香山“鬼见愁”跳崖自杀，跳崖后在昏迷中获救，并且觉得这次自杀是自己一生中最大的错误，非常后悔。
后来，千家驹在回忆录中写道：“我不是一个胸襟狭窄的人，如果不是出于万分痛心，万分悲愤，是决不会出此下策的。但在文化大革命中，被迫自杀的高级干部、高级知识分子、名教授、名演员、名大夫、名作家、名记者，何止千千百百。在我的熟朋友中就有老舍、翦伯赞夫妇、范长江、金仲华、邓拓、孟秋江 … … 等人。孰无父母、孰无兄弟、孰无儿女、孰无亲友，他们生也何罪，死也何辜，言念及此，对毛泽东亲自发动的文化大革命，万死不足以蔽其辜矣！”
此后，文革期间千家驹被下放到辽宁省。

### 改革开放、三峡工程
文化大革命结束后，千家驹积极帮助章伯钧、罗隆基二人平反，并且一生为曾在反右运动中批判章伯钧、罗隆基二人而深感歉疚。
1986年，千家驹复任中央社会主义学院副院长。此外，千家驹还历任中国财政学会第一届理事会理事、中国社会科学院顾问、中国和平统一促进会顾问、中国钱币学会副理事长、中国统一战线理论研究会第一届理事会副会长，中国陶行知研究会副会长，蔡元培研究会第一届理事会理事，中国韬奋基金会理事，中华职业教育社理事会常务理事，中国工业合作协会顾问、全国政协常委兼经济建设组副组长，广州大学名誉校长，深圳特区经济学会名誉会长，中国财政学会顾问，中国金融学会顾问，中华全国工商业联合会顾问，中国国际贸易促进委员会顾问，中国广告协会顾问，《国际贸易》杂志顾问，香港《经济与法律》杂志出版社名誉顾问；重庆市、哈尔滨市、吉林市等市的经济顾问，厦门大学经济学院兼任教授，汕头大学名誉教授，陕西财经学院名誉教授，华侨大学董事等职务。
千家驹曾经先后出访日本、新加坡、美国、加拿大从事讲学等活动。在改革开放初期的五、六年时间内，应邀先后到访20多个省、自治区、直辖市的共计30余座城市，进行了上百场有关教育、经济与改革开放形势的学术报告。后来，千家驹还曾赴香港、台北等地讲学。千家驹主张“教育应该走在经济建设的前面”，“把智力投资放在第一位”，“财政支出应首先保证智力投资”，还主张加快改革开放及经济体制改革，“要提高经济效益，按客观经济规律办事”。
1980年代，千家驹是每年“两会”期间全国政协会议上的“明星”人物，受到国内外媒体的瞩目，知名度很高，因为他在会上十分敢言，敢于触及敏感话题。比如1988年4月2日，千家驹在全国政协会议上作了《关于物价、教育、社会风气问题》的发言，首先谈到物价上涨幅度超过工资增长幅度，引起部分群众不满，而中国的价格又不合理。为进行价格改革，千家驹提出大力控制并压缩基建投资，“我建议在五年之内，除能源交通和已经上马的基本建设之外，其他基建投资统统停止五年。”针对当时中央及地方政府教育投资过少的现象，千家驹在发言中大胆指出各级教师的悲惨境地，力主将基本建设投资压缩三分之一或者四分之一，将教育经费增长一倍，把教育当作硬任务对待。千家驹还在发言中揭露并痛斥贪污腐败现象，指一些高干子弟违法乱纪，直言“江西一省长挥霍浪费公款数十万美金于一个姘头身上，仅判处两年徒刑，而对于哄抢西瓜的坏分子却处以无期徒刑，这能否说“执法如山”呢！”千家驹抨击有的领导人搞“舆论一律”、“新闻报导只能报喜不能报忧”。千家驹讲了30分钟，获得热烈掌声31次。
1980年代，在有关三峡工程的巨大争论中，千家驹成为反对三峡工程的代表人物。1987年8月，他与孙越崎、林华、王兴让、雷天觉、徐驰、陆钦侃及乔培新七人共同发表文章——《三峡工程害多利少，不容欺上压下，祸国殃民》。11月，湖南科学技术出版社出版了《论三峡工程的宏观决策》一书，其中收入了全国政协委员在水利电力部三峡论证领导小组第三次和第四次（扩大）会议上的发言，以及李锐、孙越崎、千家驹、林华、陆钦侃、汪受衷、方宗岱等人在杂志上发表的文章，该书由全国政协副主席周培源作序，集中了反對三峡工程的声音。
1988年11月21日至30日，水利电力部三峡论证领导小组召开第九次（扩大）会议，主要议题为审议三峡工程最后两个带有论证结论性质的专题论证报告。会议的主要结论是：“三峡工程是难得的具有巨大综合效益的水利枢纽，经济效益是好的，财务上是可行的，也在国力能承受的范围之内，建三峡工程的方案比不建三峡的方案好，早建比晚建有利，建议及早决策。”领导小组按原先部署，责成长江流域规划办公室根据专家组的论证报告编写可行性研究报告。有人随即获悉，三峡工程论证领导小组已确定“早建方案”，要求三峡工程“在1989年动工兴建”。该消息后被香港报纸披露。消息引发了三峡工程“反上派”的急切心情。1989年，戴晴主编的《长江·长江——三峡工程论争》出版，其中收入了千家驹的《三峡工程缓建，资金用于教育》一文。该书是一本集中表达三峡工程“反上派”声音的书籍，孙越崎亲自为该书题写了书名。该书初版五千册赶在1989年3月全国政协七届二次会议、全国人大七届二次会议开会前，送到了委员、代表下榻宾馆的小卖部，随后加印五万册，沿长江发行。由于缺乏出版经费，许多被访问的专家和人士均自己出钱高价购买该书，以支持出版。该书及其他媒体的舆论、专家学者及知名人士的呼吁，迫使三峡工程的上马再度推迟。
1988年10月，民盟第六届全国代表大会在北京举行，每次民盟全国代表大会均会修改盟章并进行选举。此次大会将对盟章进行的修改，激起了许多盟员的关心。一些民盟人士认为1983年盟章的修改很有争议。千家驹和一些民盟成员提出，在民盟盟章的总纲里，应当标举民主与科学的旗帜，但千家驹不认为这有可能通过。在会议期间，千家驹私下同也来参加大会的代表章詒和交谈时表示，“现在的民盟太让人失望了。”
1989年4月，《世界经济导报》发表了两篇引人关注的文章，一篇是温元凯所写的有关大胆进行政治体制改革的文章，另一篇便是千家驹的《倒退不是没有可能——读李鹏〈政府工作报告〉》一文。这是1957年反右运动以后，首位民主人士公开批评现任国务院总理的政府工作报告。
千家驹是第一至五届全国政协委员，第六、七届全国政协常务委员，兼全国政协经济委员会副主任。他是中国民主同盟第一、二届中央委员，第三至五届中央委员会常务委员，曾经兼任民盟中央文教科技委员会副主委，是民盟第五、六届中央副主席。他还是中国民主建国会第一、二届中央委员，中华全国工商业联合会第一至三届执委会执行委员、执委会常务委员等。

### 出国与归国
六四天安門事件后，1989年夏，千家驹夫妇离开中国，移居美国，住在洛杉矶西来寺附近的哈仙達崗。在美国期间，千家驹皈依佛门，与陆铿挂单在星云法师的西来寺，二人经常由卜大中服侍并开车接送。1991年3月15日至3月19日，政协第七届全国委员会常务委员会第十三次会议在北京举行，会议根据《中国人民政治协商会议章程》第28条，决定撤销千家驹全国政协委员、常务委员资格及由全国政协常委会任命的职务，撤销范曾全国政协委员的资格。1991年3月20日，中国民主同盟第十二次中央常务委员会会议在北京举行，会议决定撤销千家驹民盟中央副主席、常委及民盟中央常务委员会任命的职务，但保留千家驹的盟籍；决定撤销范曾民盟中央委员及民盟中央常务委员会任命的职务，并开除范曾的盟籍。
千家驹夫妇离开中国三年后，中国政府签字同意千家驹回国，1993年3月千家驹回到中国并定居深圳。2000年，全国政协及中共中央统战部邀请千家驹回北京会聚，在北京，全国政协主席李瑞环会见千家驹，并与千家驹亲切握手。李瑞环还为千家驹庆贺寿辰。
2002年9月3日，千家驹在深圳逝世。

## 著作
中华民国时期，千家驹著有《中国的内债》、《中国的外债》、合著《广西经济概况》、《中国战时经济讲话》、《中国经济现势讲话》等十多种著作。
中华人民共和国成立最初十多年，千家驹编著《新财政学大纲》、合著《新中国的租税制度》、《私营企业条例手册》、《什么是国家资本主义》、合著《中国社会经济制度》、《旧中国公债史资料（1894～1949）》、合著《学习<政治经济学教科书>》、《谈谈商品》、《社会主义基本经济规律》等十多种著作。
改革开放时期，千家驹总编《中国钱币大辞典》，主编《中国钱币》杂志。著有《七十年的经历》、《中国货币史纲要》（合著）、《千家驹经济论文选》、《千家驹教育文选》、《千家驹论经济》、《海外游子声》、合编《特区经济理论问题论文集》等18种著作。
千家驹的主要著作如下：
- 千家驹，中国的内债（中国经济问题丛书 002），北平：北平社会调查所，1933年
- 千家驹，中国的外债
- 千家驹，农村与都市，上海：中华书局，1935年
- 千家驹、韩德章、吴半农，广西省经济概况（国立中央研究院社会科学研究所丛刊），上海：商务印书馆，1936年
- 千家驹，中国战时经济讲话，上海：开明书店，1939年
- 千家驹，物价问题，文化供应社，1940年
- 千家驹，帝国主义是什么，华北新华书店，1943年
- 千家驹，中国法币史之发展，南华出版社，1944年
- 千家驹、谷春帆、马寅初、寿进文、大公报、经济通讯、新华日报、商务日报、和平日报、申报撰述，综合出版社编印，新外汇政策的分析，广州：综合出版社，1946年
- 宾符、戴文葆、梁纯夫、陈原、千家驹、什之、陈文川、沙溪，国际现势读本，生活书店，1947年
- 千家驹，中国经济现势讲话，经济资料社，1947年
- 千家驹，新财政学大纲，上海：生活·读书·新知三联书店，1949年
- 千家驹，如何克服工商业的困难，上海：展望周刊社，1950年
- 千家驹、崔敬伯、伍丹戈，新中国的租税制度（展望丛刊第三辑），上海：展望周刊社，1951年
- 千家驹，私营企业条例手册，上海：展望周刊社，1951年
- 中国民主同盟天津支部编纂，千家驹 主讲，关于《私营企业暂行条例》的说明，天津：天津进步日报社，1951年
- 艾思奇、赖若愚、荣孟源、沈志远、千家驹、徐懋庸，学习《矛盾论》（第一辑），新建设杂志社，1952年
- 千家驹，什么是国家资本主义，上海：华东人民出版社，1954年
- 千家驹，学习苏联社会主义经济问题，上海：展望周刊社，1954年
- 千家驹、冯和法，中国社会经济制度，北京：中国青年出版社，1955年
- 千家驹，学习“政治经济学教科书”，上海：新知识出版社，1955年
- 千家驹，旧中国公债史资料，北京：财政经济出版社，1955年
- 千家驹，为自己的劳动和为社会的劳动，上海：新知识出版社，1956年
  - 千家驹，旧中国公债史资料 （1894-1949），北京：中华书局，1984年
- 千家驹，谈谈商品，北京：人民出版社，1958年
- 千家驹，社会主义基本经济规律，北京：中国青年出版社，1959年
- 千家驹、郭彦岗，中国货币发展简史和表解，北京：人民出版社，1982年
- 千家驹、卢祖法主编，特区经济理论问题论文集，北京：人民出版社，1984年
- 千家驹，我在北大，载 （全国）文史资料选辑95，北京：中国文史出版社，1984年
- 千家驹，忆抗战生活，载 （全国）文史资料选辑98，北京：中国文史出版社，1985年
- 千家駒、郭彦岗，中国貨币史纲要，上海：上海人民出版社，1986年
  - 千家駒、郭彦岗，中国货币演变史，上海：上海人民出版社，2005年
- 千家驹，七十年的经历，香港：香港镜报文化企业有限公司，1986年
- 千家驹，千家驹经济论文选，北京：中国国际广播出版社，1987年
- 千家驹，千家驹教育文选，北京：人民教育出版社，1987年
- 千家驹，发愤集，香港：香港镜报文化企业有限公司，1987年
- 千家驹，怀师友，北京：人民日报出版社，1987年
- 何启明等：千家驹给自由风社的一封信，载 兴宁县政协编，兴宁文史8，1987年
- 千家驹，在桂林三年，载 广西文史27，南宁：广西人民出版社，1989年
- 千家駒，千家駒論經濟，香港：信報有限公司，1990年
- 千家駒，去国忧思录，香港：天地圖書有限公司，1991年
- 千家駒，千家駒讀史筆記，香港：八方文化企业公司，1992年
- 千家驹、李紫翔编著，中国乡村建设批判，上海：上海书店，1992年
- 千家駒，海外遊子聲，香港：天地圖書有限公司，1992年
- 千家駒，逝者如斯夫，香港：天地圖書有限公司，1993年
- 千家駒，从追求到幻灭，台北：时报文化出版企业公司，1993年
- 千家駒，歸去来兮，香港：天地圖書有限公司，1994年
- 千家駒，千家駒自撰年谱，千家驹，1996年

## 家庭
- 第一任妻子：杨音梨，文革时患病，后来病逝
- 第二任妻子：赵甲素

## 延伸阅读
- 晋阳学刊编辑部 编，中国现代社会科学家传略（第二辑），山西人民出版社，1982年
- 朱连法，千家驹传，上海人民出版社，2010年
- 王文政编，千家驹年谱，香港文汇出版社，2010年，ISBN 978-962-374-510-9
- 王文政编，一线阁藏书：千家驹史料珍藏图集，香港文汇出版社，2010年